# 343 kōkūtai
 (janvier 2022).
Si vous disposez d'ouvrages ou d'articles de référence ou si vous connaissez des sites web de qualité traitant du thème abordé ici, merci de compléter l'article en donnant les références utiles à sa vérifiabilité et en les liant à la section « Notes et références ».

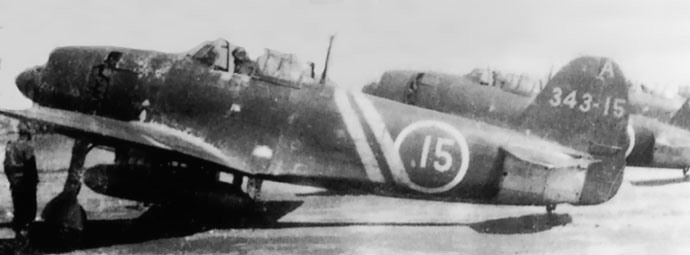
Cette photographie prise à la base de Matsuyama dans les premiers mois de l'année 1945 montre l'appareil no 15 du de chasse de la Marine impériale japonaise. Cet appareil fut notamment la monture du célèbre as Naoshi Kanno.

Le 343 kōkūtai fut un groupe de chasse d'élite du Service aérien de la Marine impériale japonaise, qui combattit les Alliés dans le Pacifique tout au long des deux dernières années de la Seconde Guerre mondiale. Basé à Kagoshima (île de Kyūshū, sud du Japon), il fut d'abord créé le 1er janvier 1944, mais fut quasiment détruit six mois plus tard, en juin 1944. Démantelé en juillet 1944, il naquit à nouveau sous une toute nouvelle forme à la fin de l'année et reprit le service actif en janvier 1945, et ce jusqu'à la capitulation du Japon, le 2 septembre 1945. Le 343 kōkūtai connut donc deux périodes bien distinctes, celle de 1944 et celle de 1945.

## Première période: 1944
Après sa mise en service, et au fur et à mesure que le conflit avançait, l'affectation du 343e changea plusieurs fois jusqu'à ce que, stationné à l'île de Yap, dans l'archipel des Carolines, il soit quasiment anéanti par une série d'opérations de bombardement et d'attaques aériennes menées par les Américains sur Yap, entre avril et septembre. Ces opérations avaient pour but d'annuler le pouvoir d'interception des Japonais sur les bombardiers américains, dont la mission consistait à préparer l'invasion des Mariannes, or Yap était le principal emplacement d'avions de chasse japonais dans cette zone. Plusieurs kōkūtai furent affectés à Yap tout au long de 1944 et même des premiers mois de 1945, mais la plupart des effectifs et des appareils du 343e furent détruits au cours du mois de juin et le 343 kōkūtai fut officiellement dissous le 10 juillet 1944. Néanmoins, un homme dont le nom ne peut être ignoré des historiens allait le faire renaître de ses cendres.

## Seconde période: 1945
Après le désastre de la bataille du golfe de Leyte pour la marine impériale japonaise, en octobre 1944, le capitaine Minoru Genda, cerveau de l'opération menée contre Pearl Harbor et excellent pilote comptant plus de 3 000 heures de vol, eut l'idée de créer un kōkūtai qui eût réuni les as et les meilleurs pilotes qui restaient encore au Japon : un kōkūtai de pilotes d'élite. La démarche de Genda était similaire à celle d'Adolf Galland qui, en Allemagne, avait créé une unité d'élite à la philosophie similaire, la Jagdverband 44, et c'est ainsi qu'au cours des deux derniers mois de 1944, Genda entama les pourparlers pour une refondation du 343 kōkūtai, numéro d'unité qui était resté vacant depuis l'été.
Le 25 décembre 1944, le 343e des kōkūtai de la Marine impériale est officiellement remis en service et basé à Matsuyama, dans l'île de Shikoku, île voisine de Kyūshū. Les kōkūtai de la Marine impériale japonaise recevaient un nom « martial » et le 343e fut baptisé comme étant le Tsurugi butai (« force d'attaque Épée »). Le 15 janvier 1945, Genda en est nommé le commandant en chef et c'est à lui que revient désormais la tâche d'organiser le kōkūtai ainsi que de lui en fournir les hommes : si lui commande au sol c'est Yoshio Shiga qu'il choisit comme commandant en vol, directement sous ses ordres. De son vrai nom Yoshio Yotsumoto, il avait décidé de remplacer son nom de famille par Shiga, qui était celui de sa femme. Shiga avait été choisi pour commander le Shinano, gigantesque cuirassé reconverti en porte-avions, mais celui-ci, torpillé par un sous-marin américain, coula le 28 novembre 1944 lors d'un déplacement avant même de prendre la mer en service actif. Shiga se retrouva donc entièrement disponible pour répondre à l'appel lorsque Genda lui demanda de commander son kōkūtai « sur le terrain ». En janvier 1945, il se voit donc au commandement des trois hikōtaicho (« chefs d'escadrille ») qui commandent les trois hikōtai (« escadrilles ») qui composent le 343 kōkūtai : Naoshi Kanno commande le 301e hikōtai, Yoshishige Hayashi commande le 407e hikōtai, et Takashi Oshibuchi commande le 701e hikōtai.
- Kanno avait été membre du 343 kōkūtai lors de sa première organisation de 1944, mais une fois que celui-ci fut dissous il fut affecté au 201e kōkūtai, aux Philippines. En octobre 1944, Kanno avait demandé à faire partie de la première mission du « Groupe d'Opérations Spéciales Vent Divin » (Shimpu Tokubetsu Kogekitai, ou tokkotai pour la contraction utilisée par les Japonais eux-mêmes), basé sur le principe de l'attaque-suicide. Mais ses supérieurs refusèrent catégoriquement de perdre un pilote d'une telle qualité et lui donnèrent l'ordre de vivre pour combattre et abattre le plus grand nombre d'avions ennemis possible. Il en avait abattu 32 au cours des six derniers mois de 1944, exploit inégalé par aucun autre pilote japonais en cette même période de la guerre. Pour ce qui est de la première mission kamikaze, du 21 octobre 1944, ce fut Yoshiyasu Kuno qui prit la place que Kanno avait demandée.
- Hayashi prit le commandement du 407e hikōtai.
- Oshibuchi avait été blessé en octobre 1944 au cours de la bataille des Philippines, mais remis de ses blessures au début de 1945 il répondit à l'appel de Genda et prit le commandement du 701e hikōtai.

## Dotation

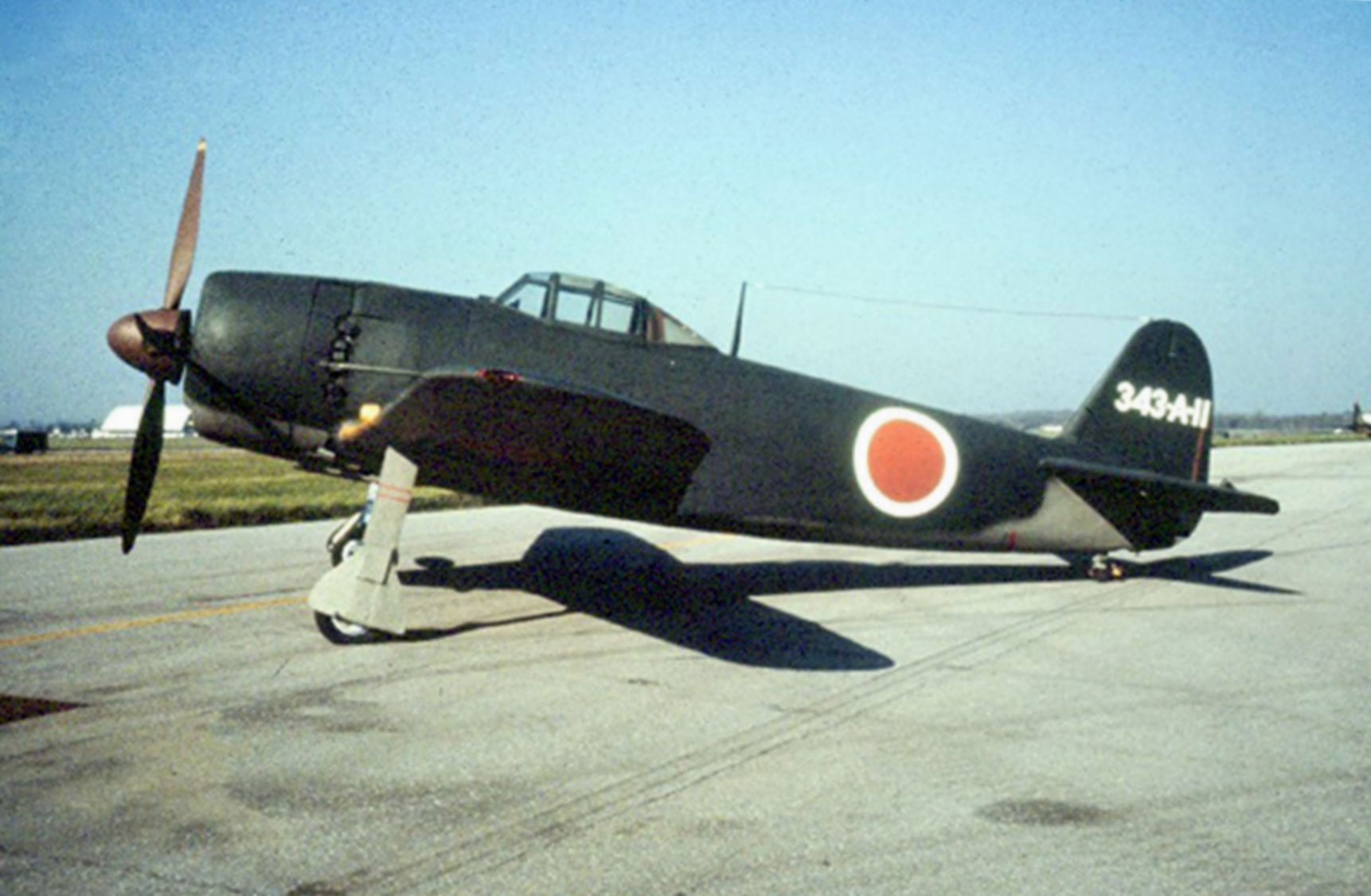
Kawanishi N1K2-J Shinden Kai du en.

- Lors de sa première organisation de 1944, les appareils attribués au groupe furent des Mitsubishi A6M5 « Zero ».
- Lors de sa réorganisation de 1945, le groupe fut doté du Kawanishi N1K2-J Shiden kai, le meilleur chasseur dont la Marine impériale disposait à ce moment. Shiden veut dire « éclair violet » et kai est l'abréviation de kaizo, qui veut dire « version améliorée ». Le N1K2-J Shiden kai est donc la version améliorée du N1K1-J Shiden. Avant d'intégrer le 343 kōkūtai, le 701e hikōtai avait fait partie du 341e kōkūtai et avait eu comme dotation la première version du Shiden kai, le N1K1-J. Oshibuchi et ses hommes pouvaient donc compter sur une expérience non négligeable, puisqu'ils allaient maintenant piloter le modèle avancé de l'avion sur lequel ils avaient fait leurs armes.

## Actions de guerre et faits d'armes notoires
Forte de ces hommes exceptionnels et de ce fabuleux avion de chasse, la toute nouvelle réorganisation du 343e kōkūtai mena à bien sa première mission le 19 mars 1945 : le 343 remporta cinquante victoires aériennes contre quinze pertes.
Le 15 avril 1945, l'escadre participe à l'escorte des kamikazes qui vont vers Okinawa, c'est l'une des dix opérations Kikusui qui furent effectuées par les Japonais sur la flotte américaine d'invasion d'Okinawa. Une Task Force américaine s'en prend ce jour-là aux terrains d'aviation pour empêcher les kamikazes d'atteindre Okinawa. Malgré l'attaque, le vétéran Shoichi Sugita décide de décoller avec son ailier Toyomi Miyazawa, mais à peine son avion a-t-il pris l'air qu'un avion de chasse américain de type Hellcat le prend pour cible. Sugita s'écrase en flammes. Sa mort plongera l'escadre dans le deuil plusieurs jours durant. Il avait à son actif environ soixante-dix avions ennemis abattus et avait été l'un des six pilotes de l'escorte de Yamamoto dans les Salomon en 1943. À cette époque, le célèbre as japonais Saburō Sakai faisait partie du 343 kōkūtai. Sakai ayant survécu à la guerre, son témoignage rapporte qu'il vit Shoichi se faire descendre sous ses yeux malgré l'avertissement qu'il lui avait lancé : « N'y vas pas, n'y vas pas… »
Au début des années 1980, par l'intermédiaire de l'historien américain d'origine japonaise Henry Sakaida, Sakai eut l'occasion de rencontrer l'Américain qui tua son ami ce jour-là, ce qui presque quarante ans après la fin de la guerre ne les empêcha pas de devenir amis. Sakai fit ce commentaire selon lequel il n'était même pas allé sur les débris de l'appareil de son collègue, cela n'aurait servi à rien, il était mort. Sakai ne devait pas connaître de missions opérationnelles au 343 et rejoignit le Yokosuka kōkūtai avant la fin de la guerre ; par ailleurs il n'aimait pas spécialement le Shiden kai, non pas que ce fut un mauvais appareil, mais il maîtrisait trop bien le Zero pour changer de monture.
Le pilote qui remplaça Sugita fut également un grand nom de la Marine impériale en la personne de Kaneyoshi Muto. Ce pilote vétéran de la guerre de Chine fut recruté durant le mois de juin 1945 pour voler sous les ordres de Naoshi Kanno, au sein du 301e hikōtai. Il s'était fait remarquer le 16 février 1945 alors que, poursuivi par une douzaine de Hellcats au-dessus du terrain d'Atsugi, il fit volte-face, en abattit quatre et mit les autres en fuite, tout cela devant les pilotes au sol qui le voyaient déjà mort. La presse le surnomma à la suite de quoi « le Miyamoto Musashi de l'air » (samouraï né en 1584 à la fin de la période Momoyama et mort en 1645 au début de la période Edo ; il est au Japon l'archétype du héros invincible). Muto disparut en mission le 24 juillet dans le détroit de Bungo qui sépare Kyūshū de Shikoku, probablement abattu par le lieutenant George Applegate. Cette victoire sur Muto fut la première pour Applegate, qui fut abattu à son tour au cours de ce même combat. Le pilote américain fut récupéré par un sous-marin mais on ne revit jamais Muto. Ce dernier comptait alors 28 victoires.

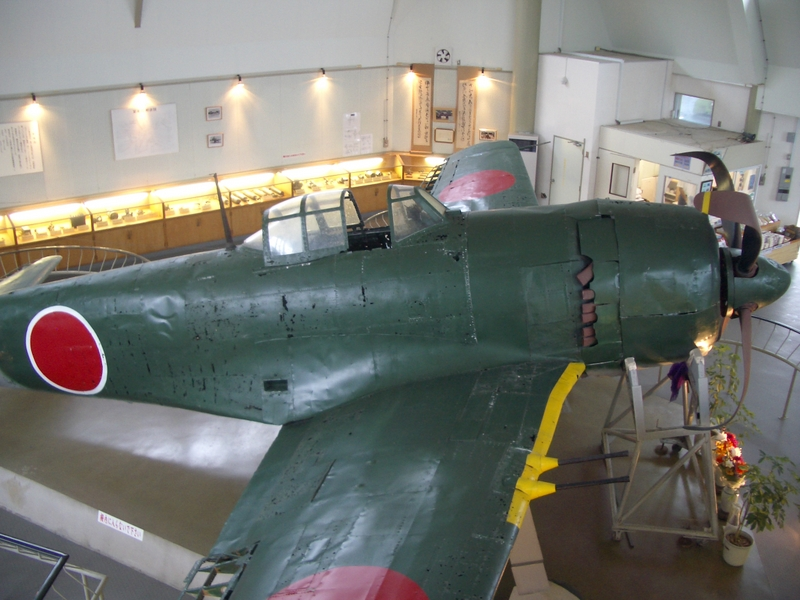
Récupéré au fond du détroit de Bungo, le Shiden kai du petit musée de Shikoku est l'un des rares appareils encore conservés de nos jours à avoir réellement fait partie de la dotation du 343 kōkūtai. Il aurait même pu être celui à bord duquel fut abattu le hikōtaicho Takashi Oshibuchi.

Ce même 24 juillet 1945 tombait aussi Takashi Oshibuchi, le chef du 701e hikōtai, ce qui avec Muto et quatre autres pilotes augmente les pertes du 343 kōkūtai à six hommes et six appareils pour ce jour-là. Dans les années 1970, un Shiden kai découvert au fond du détroit de Bungo fut ramené à la surface et il est de nos jours exposé dans un musée local de Shikoku. Aucune trace du pilote ne fut retrouvée à bord de l'avion. Parmi les pêcheurs ayant participé à la récupération de l'épave, certains suffisamment âgés se souviennent de l'avoir vu amerrir trente ans auparavant, à 200 mètres du rivage. Il correspond donc très probablement à l'un des six appareils abattus ce 24 juillet. Il semble qu'il n'ait pas été endommagé par balle et que le moteur ait lâché... ou peut-être n'avait-il plus d'essence car ses réservoirs n'étaient pas pleins en raison des restrictions de carburant que les aviateurs japonais durent subir à la fin de la guerre. Le mystère de cette épave reste entier, et l'on ne saura très certainement jamais qui fut son pilote ni quelles furent les raisons exactes de son amerrissage forcé.
La fin de Hayashi : Yoshishige Hayashi connut une mort tragique : le 21 avril 1945, vers sept heures du matin, lui et ses hommes décollèrent pour intercepter un groupe de onze bombardiers américains de type B-29. Il parvint à en abattre un mais son avion, ainsi que celui de son ailier Toshio Shimizu, se retrouva cependant endommagé, et les deux finirent par tomber à l'entrée de la baie de Kagoshima. À propos de sa mort, Yoshio Shiga a dit qu'au moment d'être touché il refusa certainement de s'éjecter pour mourir à bord de son appareil. Il aurait été fortement influencé par les évènements du 16 avril (cinq jours avant sa mort) : au cours d'un affrontement de son hikōtai avec des Hellcats américains, il avait vu tomber neuf de ses hommes les uns après les autres.
La fin de Naoshi Kanno : le 1er août 1945 à 8 h 0 du matin, Kanno et dix-neuf de ses hommes du 301e hikōtai décollèrent d'Ōmura (Kyūshū) pour intercepter des B-24. Ils les trouvèrent deux heures plus tard au nord de Yaku-shima, à 5 000 mètres d'altitude. Lorsque Kanno enclencha la mise à feu de ses quatre canons de 20 mm, un obus explosa à l'intérieur du fût de l'un des deux canons d'aile droite, en ouvrant un énorme trou dans l'aile. Son ailier, le sergent-major Hori, s'en aperçut et essaya de l'escorter jusqu'à la base. Kanno lui ordonna de poursuivre l'attaque contre les B-24 et tenta d'assurer son retour par ses propres moyens, mais il ne rentra jamais à la base. Ce jour-là et dans cette zone, les pilotes américains d'une escadrille de P-51 réclamèrent quatre Ki-84 abattus. Compte tenu de l'absence de Ki-84 dans cette zone et en cette période de la guerre, ainsi que des nombreuses confusions dont étaient victimes les pilotes américains au sujet des appareils japonais, il se peut que ces quatre Ki-84 fussent en réalité des Shiden kai, dont celui de Kanno. Il fut porté disparu jusqu'au 20 septembre (dix-huit jours après la reddition du Japon), jour où il fut promu Chusa (lieutenant-colonel) à titre posthume.
Naoshi Kanno tomba le 1er août 1945, mais le 343 kōkūtai combattit encore vaillamment jusqu'à la fin des combats, le 14 août. Au total, 91 de ses pilotes y perdirent la vie, dont 88 en combat aérien.

## Les affectations du343 kōkūtaien 1945
- du 25 décembre 1944 au 3 avril 1945 : base de Matsuyama ;
- du 4 avril 1945 au 16 avril 1945 : base de Kanoya ;
- du 17 avril 1945 au 24 avril 1945 : base de Kokubu (près de Kanoya) ;
- du 25 avril 1945 au 14 août 1945 : base d'Omura.